# Lázár
Lázár est un prénom hongrois masculin.

## Étymologie
Le prénom est d'origine biblique, hébraïque : Lazare (Dieu a aidé), connu pour l'épisode de la résurrection des morts.

## Personnalités portant ce prénom
Lazare Carnot
Lazare Hoche 
Lazare Ponticelli

## Fête
Les "Lázár" et les "Lázó" se fêtent le 17 décembre, et parfois le 23 février, le 7 novembre ou le 27 décembre.